# Église unie d'Istanbul
L'Église unie d'Istanbul, ou Union Church of Istanbul, est une église protestante interdénominationnelle. Elle se réunie depuis 1857 dans la chapelle hollandaise, située sur le terrain du consulat général des Pays-Bas à Istanbul, sur l'avenue İstiklal dans le quartier historique de Beyoğlu,,.

## Histoire
En 1667, Justinus Colyer, ambassadeurs des Pays-Bas à Istanbul, achète un terrain près de la Grand rue de Pera (aujourd'hui Istiklal caddesi) et y fait construire un palais en bois. En 1711 est élevé une église en pierre avec des fonds levés aux Pays-Bas et à Genève. Une congrégation protestante réformée (calviniste) s'y réunit. La chapelle est construite comme un magasin plutôt que comme une église catholique et l'assemblée est toléré par les autorités ottomanes.
Le palais en bois brûle en 1767 et en 1831. Après le deuxième incendie, la poudrière est aménagée en chapelle. En 1842, des familles écossaises presbytériennes rejoignent la communauté. En 1857, Julius van Zuylen van Nijevelt, alors ministre résident, restaure et refonde la communauté. Une autorisation complète est accordée par le roi en 1860. En 1866, une convention et un credo sont rédigés et signés par 17 membres. Le nom adopté est Église de l'union évangélique de Péra — Péra est l'ancien nom du quartier Karaköy.
En 1966, le nom est changé en 1966 pour son nom actuel, l'Église unie d'Istanbul. L'église s'affirme alors interdénominationnelle, à la foi protestante et évangélique. En avril 2015, la congrégation était composée de 101 membres confessants et de 141 participants inscrits,.